# Håvard Solås Taugbøl
Håvard Solås Taugbøl, född 20 augusti 1993, är en norsk längdskidåkare. Vid VM i Oberstdorf 2021 blev han bronsmedaljör i herrarnas sprint.
Taugbøl debuterade i världscupen den 15 december 2013 på sprinten i Davos där han slutade på 21:a plats. Han tog sin första pallplats i världscupen när han blev trea på sprinten i Davos den 14 december 2019.

## Resultat

### Världscupen

#### Individuella pallplatser
Taugbøl har tre individuella pallplatser i världscupen: en andraplats och två tredjeplatser.
| Säsong  | Datum            | Plats    | Disciplin  | Placering |
| ------- | ---------------- | -------- | ---------- | --------- |
| 2019/20 | 14 december 2020 | Davos    | Sprint (F) | 3:a       |
| 2019/20 | 4 mars 2020      | Konnerud | Sprint (F) | 2:a       |
| 2020/21 | 31 januari 2021  | Falun    | Sprint (K) | 3:a       |

#### Pallplatser i lag
| Säsong  | Datum            | Plats   | Disciplin         | Placering | Lagkamrat(er) |
| ------- | ---------------- | ------- | ----------------- | --------- | ------------- |
| 2019/20 | 22 december 2019 | Planica | Sprintstafett (F) | 2:a       | Gjøran Tefre  |

### Världsmästerskap
| Tävling         | 15 km | Skiathlon | 50 km | Sprint | Stafett | Lagsprint |
| --------------- | ----- | --------- | ----- | ------ | ------- | --------- |
| Oberstdorf 2021 |       |           |       | Brons  |         |           |